# Almerico Gonzaga
Almerico Gonzaga (Castiglione delle Stiviere, 1º febbraio 1686 – Garda, 23 agosto 1771) è stato un religioso italiano.

## Biografia
Era figlio ultimogenito di Ferdinando II Gonzaga, ultimo principe di Castiglione e di Laura Pico della Mirandola.
Assistette giovanissimo alle turbolente vicende del principato retto dal padre e fuggì dal castello di famiglia. Fu chiamato in causa dal padre affinché mediasse presso l'imperatore la riconsegna del feudo che gli era stato tolto nel 1701. Lo stesso fece col fratello primogenito Luigi che vantava diritti sul principato.
Seguì a Roma lo zio cardinale Lodovico Pico della Mirandola per intraprendere la carriera ecclesiastica, ma dopo poco preferì ritirarsi nell'eremo dei camaldolesi di Garda, dove morì nel 1771.

## Ascendenza
|                                    |                                  |                                   | Genitori                   |  |  | Nonni |  |  | Bisnonni           |  |  | Trisnonni        |  |
|                                    |                                  |                                   |                            |  |  |       |  |  | Cristierno Gonzaga |  |  | Ferrante Gonzaga |  |
|                                    |                                  |                                   |                            |  |  |       |  |  | Cristierno Gonzaga |  |  | Ferrante Gonzaga |  |
|                                    |                                  | Marta Tana                        |                            |  |  |       |  |  | Cristierno Gonzaga |  |  |                  |  |
| Carlo Gonzaga                      |                                  |                                   |                            |  |  |       |  |  | Cristierno Gonzaga |  |  |                  |  |
|                                    |                                  | Marcella Malaspina                | Alfonso Malaspina          |  |  |       |  |  |                    |  |  |                  |  |
|                                    |                                  | Marcella Malaspina                | Alfonso Malaspina          |  |  |       |  |  |                    |  |  |                  |  |
|                                    |                                  | Marcella Malaspina                | Ginevra Marioni            |  |  |       |  |  |                    |  |  |                  |  |
| Ferdinando II Gonzaga              |                                  | Marcella Malaspina                |                            |  |  |       |  |  |                    |  |  |                  |  |
|                                    |                                  | Lelio Martinengo                  | …                          |  |  |       |  |  |                    |  |  |                  |  |
|                                    |                                  | Lelio Martinengo                  | …                          |  |  |       |  |  |                    |  |  |                  |  |
|                                    |                                  | Lelio Martinengo                  | …                          |  |  |       |  |  |                    |  |  |                  |  |
| Isabella Martinengo                |                                  | Lelio Martinengo                  |                            |  |  |       |  |  |                    |  |  |                  |  |
|                                    |                                  | Elena Furietti                    | …                          |  |  |       |  |  |                    |  |  |                  |  |
|                                    |                                  | Elena Furietti                    | …                          |  |  |       |  |  |                    |  |  |                  |  |
|                                    |                                  | Elena Furietti                    | …                          |  |  |       |  |  |                    |  |  |                  |  |
| Almerico Gonzaga                   |                                  | Elena Furietti                    |                            |  |  |       |  |  |                    |  |  |                  |  |
|                                    | Galeotto IV Pico della Mirandola | Alessandro I Pico della Mirandola |                            |  |  |       |  |  |                    |  |  |                  |  |
|                                    | Galeotto IV Pico della Mirandola | Alessandro I Pico della Mirandola |                            |  |  |       |  |  |                    |  |  |                  |  |
|                                    | Galeotto IV Pico della Mirandola | Eleonora Segni                    |                            |  |  |       |  |  |                    |  |  |                  |  |
| Alessandro II Pico della Mirandola | Galeotto IV Pico della Mirandola |                                   |                            |  |  |       |  |  |                    |  |  |                  |  |
|                                    |                                  | Maria Cybo-Malaspina              | Carlo I Cybo-Malaspina     |  |  |       |  |  |                    |  |  |                  |  |
|                                    |                                  | Maria Cybo-Malaspina              | Carlo I Cybo-Malaspina     |  |  |       |  |  |                    |  |  |                  |  |
|                                    |                                  | Maria Cybo-Malaspina              | Brigida Spinola            |  |  |       |  |  |                    |  |  |                  |  |
| Laura Pico della Mirandola         |                                  | Maria Cybo-Malaspina              |                            |  |  |       |  |  |                    |  |  |                  |  |
|                                    |                                  | Alfonso III d'Este                | Cesare d'Este              |  |  |       |  |  |                    |  |  |                  |  |
|                                    |                                  | Alfonso III d'Este                | Cesare d'Este              |  |  |       |  |  |                    |  |  |                  |  |
|                                    |                                  | Alfonso III d'Este                | Virginia de' Medici        |  |  |       |  |  |                    |  |  |                  |  |
| Anna Beatrice d'Este               |                                  | Alfonso III d'Este                |                            |  |  |       |  |  |                    |  |  |                  |  |
|                                    |                                  | Isabella di Savoia                | Carlo Emanuele I di Savoia |  |  |       |  |  |                    |  |  |                  |  |
|                                    |                                  | Isabella di Savoia                | Carlo Emanuele I di Savoia |  |  |       |  |  |                    |  |  |                  |  |
|                                    |                                  | Isabella di Savoia                | Caterina Michela d'Asburgo |  |  |       |  |  |                    |  |  |                  |  |
|                                    |                                  | Isabella di Savoia                |                            |  |  |       |  |  |                    |  |  |                  |  |